# Neocryptopteryx leucetrum
Neocryptopteryx leucetrum är en stekelart som först beskrevs av Porter 1985.  Neocryptopteryx leucetrum ingår i släktet Neocryptopteryx och familjen brokparasitsteklar. Inga underarter finns listade i Catalogue of Life.